# Liste des sénateurs de Seine-et-Marne
Cette page présente la liste des sénateurs de la Seine-et-Marne depuis la Troisième République.

## VeRépublique

### Mandature 2023-2029
Depuis le 24 septembre 2023
| Sénateur          |  | Parti | Premier mandat |
| ----------------- |  | ----- | -------------- |
| Anne Chain-Larché |  | LR    | 2015           |
| Pierre Cuypers    |  | LR    | 2016           |
| Vincent Éblé      |  | PS    | 2011           |
| Marianne Margaté  |  | PCF   | 2023           |
| Louis Vogel       |  | HOR   | 2023           |
| Aymeric Durox     |  | RN    | 2023           |

- 6 sénateurs élus selon un mode de scrutin proportionnel plurinominal pour 6 ans.

### Mandature 2017-2023
Depuis le 24 septembre 2017
| Sénateur          |  | Parti | Premier mandat |
| ----------------- |  | ----- | -------------- |
| Anne Chain-Larché |  | LR    | 2015           |
| Pierre Cuypers    |  | LR    | 2016           |
| Colette Mélot     |  | LR    | 2004           |
| Arnaud de Belenet |  | AC    | 2017           |
| Claudine Thomas   |  | LR    | 2017           |
| Vincent Éblé      |  | PS    | 2011           |

- 6 sénateurs élus selon un mode de scrutin proportionnel plurinominal pour 6 ans.

### Mandature 2011-2017
Depuis le 24 septembre 2017
| Sénateur           |  | Parti | Premier mandat |
| ------------------ |  | ----- | -------------- |
| Jean-Jacques Hyest |  | UMP   | 1995           |
| Anne Chain-Larché  |  | UMP   | 2015           |
| Michel Houel       |  | UMP   | 2004           |
| Pierre Cuypers     |  | UMP   | 2016           |
| Colette Mélot      |  | UMP   | 2004           |
| Michel Billout     |  | PCF   | 2004           |
| Nicole Bricq       |  | PS    | 2004           |
| Hélène Lipietz     |  | EELV  | 2012           |
| Vincent Éblé       |  | PS    | 2011           |

- 6 sénateurs élus selon un mode de scrutin proportionnel plurinominal pour 6 ans.
- Anne Chain-Larché remplace Jean-Jacques Hyest en 2015 à la suite de la nomination au conseil constitutionnel de celui-ci[3],[4].
- Pierre Cuypers remplace Michel Houel en 2016 à la suite du décès de celui-ci.
- Hélène Lipietz remplace Nicole Bricq à la suite de la nomination au gouvernement puis du décès de celle-ci.

### Mandature 2004-2011
Depuis le 26 septembre 2004
| Sénateur           |  | Parti | Premier mandat |
| ------------------ |  | ----- | -------------- |
| Jean-Jacques Hyest |  | UMP   | 1995           |
| Michel Houel       |  | UMP   | 2004           |
| Colette Mélot      |  | UMP   | 2004           |
| Michel Billout     |  | PCF   | 2004           |
| Nicole Bricq       |  | PS    | 2004           |
| Yannick Bodin      |  | PS    | 2004           |

- 6 sénateurs élus selon un mode de scrutin proportionnel plurinominal pour 7 ans.

### Mandature 1995-2004
Depuis le 24 septembre 1995
| Sénateur           |  | Parti | Premier mandat |
| ------------------ |  | ----- | -------------- |
| Jean-Jacques Hyest |  | UDF   | 1995           |
| Jacques Larché     |  | UDF   | 1977           |
| Philippe François  |  | RPR   | 1983           |
| Alain Peyrefitte   |  | RPR   | 1995           |
| Paul Dubrule       |  | RPR   | 1999           |

- 4 sénateurs élus selon un mode de scrutin proportionnel plurinominal pour 9 ans.
- Paul Dubrule remplace Alain Peyrefitte en 1999 à la suite du décès de celui-ci.

### Mandature 1986-1995
Depuis le 28 septembre 1986
| Sénateur          |  | Parti | Premier mandat |
| ----------------- |  | ----- | -------------- |
| Étienne Dailly    |  | PR    | 1959           |
| Charles Pelletier |  | DVD   | 1995           |
| Jacques Larché    |  | UDF   | 1977           |
| Philippe François |  | RPR   | 1983           |
| Paul Séramy       |  | PR    | 1977           |
| Robert Piat       |  | DVD   | 1992           |

- 4 sénateurs élus selon un mode de scrutin proportionnel plurinominal pour 9 ans.
- Charles Pelletier remplace Étienne Dailly en 1995 à la suite de la nomination au conseil constitutionnel de celui-ci.
- Robert Piat remplace Paul Séramy en 1992 à la suite du décès de celui-ci.

### Mandature 1977-1986
Depuis le 25 septembre 1977
| Sénateur          |  | Parti | Premier mandat |
| ----------------- |  | ----- | -------------- |
| Étienne Dailly    |  | PR    | 1959           |
| Jacques Larché    |  | UDF   | 1977           |
| Marc Jacquet      |  | RPR   | 1977           |
| Philippe François |  | RPR   | 1983           |
| Paul Séramy       |  | PR    | 1977           |

- 4 sénateurs élus selon un mode de scrutin proportionnel plurinominal pour 9 ans.
- Philippe François remplace Marc Jacquet en 1983 à la suite du décès de celui-ci.

### Mandature 1968-1977
Depuis le 22 septembre 1968
| Sénateur       |  | Parti | Premier mandat |
| -------------- |  | ----- | -------------- |
| Étienne Dailly |  | PR    | 1959           |
| Pierre Brun    |  | UDR   | 1968           |
| Guy Millot     |  | UDR   | 1976           |
| Maurice Lalloy |  | UDR   | 1959           |

- 3 sénateurs élus selon un mode de scrutin proportionnel plurinominal pour 9 ans.
- Guy Millot remplace Pierre Brun en 1976 à la suite du décès de celui-ci.

### Mandature 1959-1968
Depuis le 26 avril 1959
| Sénateur       |  | Parti   | Premier mandat |
| -------------- |  | ------- | -------------- |
| Étienne Dailly |  | PR      | 1959           |
| André Boutemy  |  | DVD     | 1959           |
| Paul Lévêque   |  | RPF-MRP | 1959           |
| Maurice Lalloy |  | DVD     | 1959           |

- 3 sénateurs élus selon un mode de scrutin proportionnel plurinominal pour 9 ans.
- Paul Lévêque remplace André Boutemy en 1959 à la suite du décès de celui-ci.

## IVeRépublique
- André Bataille (7 novembre 1948-26 avril 1959)
- André Boutemy (18 mai 1952-14 juillet 1959)
- Pierre Brun (8 juin 1958-2 mars 1976)
- Charles Chalamon (7 novembre 1948-18 mai 1952)
- Adolphe Legeay (8 décembre 1946-7 novembre 1948)
- Hubert Pajot (8 décembre 1946-8 juin 1958)

## IIIeRépublique
- Gabriel Adam de 1876 à 1885
- Louis-Alexandre Foucher de Careil de 1876 à 1891
- François Dufraigne de 1885 à 1891
- Louis Benoist de 1891 à 1896
- Jacques Regismanset de 1891 à 1900 et de 1903 à 1923
- Charles Prévet de 1894 à 1909
- Jules Bastide de 1896 à 1900
- Eugène Thomas de 1900 à 1903
- Edmond Forgemol de Bostquenard de 1900 à 1909
- François Farny de 1909 à 1919
- Gaston Menier de 1909 à 1934
- Eugène Penancier de 1920 à 1936
- Jules Lugol de 1924 à 1936
- Jacques-Louis Dumesnil de 1935 à 1940
- René Courtier de 1936 à 1940
- Albert Ouvré de 1936 à 1940